# Дмитрівка (Богодухівська міська громада)
Дми́трівка — село у Богодухівській міській громаді Богодухівського району Харківської області України.

## Географія
Село Дмитрівка лежить на лівому березі річки Рябина. На протилежному березі розташоване село Матвіївка.
Через село протікає пересихаючий струмок на якому зроблена загата.

## Історія
Село засноване в 1754 році.
За даними на 1864 рік у власницькому селі мешкало 487 осіб (242 чоловіки та 245 жінок), налічувалось 73 дворових господарства, існували винокуренний та селітряний заводи, відбувалось 2 ярмарки на рік.
Під час організованого радянською владою Голодомору 1932—1933 років померло щонайменше 65 жителів села.
2 лютого 2019 року релігійна громада УПЦ МП перейшла до Української Помісної Церкви.
12 червня 2020 року, відповідно до розпорядження Кабінету Міністрів України № 725-р «Про визначення адміністративних центрів та затвердження територій територіальних громад Харківської області», село увійшло до Богодухівської міської громади.
19 липня 2020 року, в результаті адміністративно-територіальної реформи та ліквідації Богодухівського району (1923—2020), село увійшло до складу новоутвореного Богодухівського району Харківської області.

## Населення
Згідно з переписом УРСР 1989 року чисельність наявного населення села становила 390 осіб, з яких 171 чоловік та 219 жінок.
За переписом населення України 2001 року в селі мешкала 351 особа.

### Мова
Розподіл населення за рідною мовою за даними перепису 2001 року:
| Мова       | Відсоток |
| ---------- | -------- |
| українська | 99,15 %  |
| російська  | 0,85 %   |